# Imperio
Imperio är en österrikisk musikgrupp som gör trancemusik. Gruppen bilades 1994 av musikproducenten Norbert Reichart och var som mest aktiva under 1990-talet. Bland deras mest kända låtar finns Veni Vidi Vici och Quo Vadis.